# Steve H. Murdock

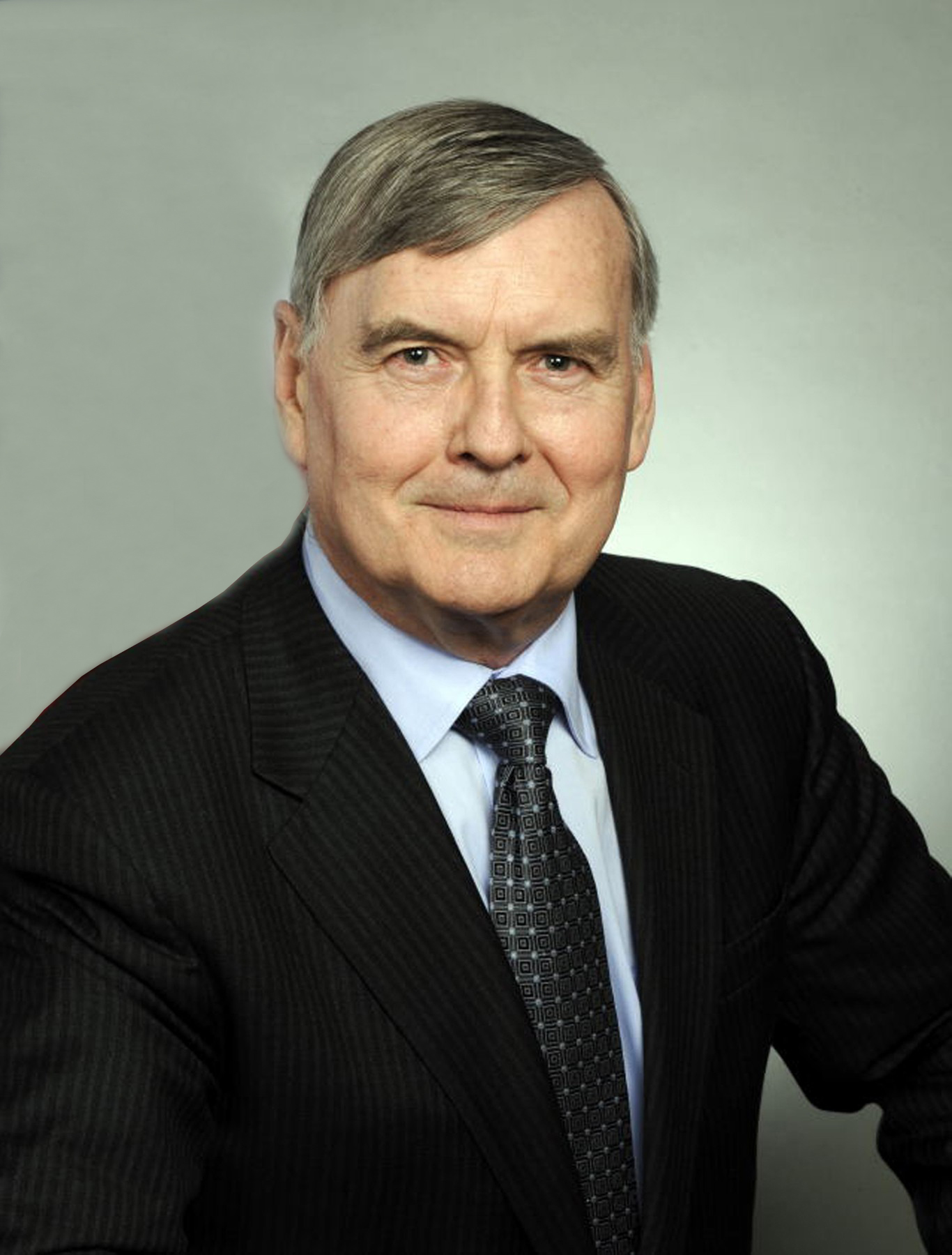
Steve H. Murdock, 2011

Steve H. Murdock (* 2. Juni 1948 in Fergus Falls, Minnesota; † 7. April 2023) war ein US-amerikanischer Soziologe und Leiter des United States Census Bureau.

## Werdegang
Murdock machte 1970 an North Dakota State University seinen Bachelor-Abschluss in Soziologie und an der University of Kentucky im Jahr 1972 den Master und 1975 den Ph.D. Er war von 1974 bis 1975 Director of Evaluation im Comprehensive Drug Program des Miami-Dade Countys. Von 1975 bis 77 war er wissenschaftlicher Assistent an der NDSU. Von 1977 bis 80 war er Assistent an der Abteilung für Agrarsoziologie und Soziologie der Texas A&M University, zwischen 1980 und 1984 Associate Professor und ab 1980 Abteilungsleiter, seit 1984 in Professur. Daneben war er von 1979 bis 1983 als Assistant Director am Center for Energy and Mineral Resources der TAMU tätig, 1983–86 als Associate Director. 1980 wurde er Chief Demographer des Texas State Data Center. 1994 wurde er Direktor des Center for Demographic and Socioeconomic Research and Education der TAMU. Im Jahr 2001 wurde er als erste Person zum State Demographer von Texas ernannt. 2004 übernahm er den Lutcher Brown Distinguished Chair in Demography and Organizational Studies an der University of Texas at San Antonio und im Jahr 2007 den Lehrstuhl für Soziologie an der Rice University in Houston. Im Juni 2007 wurde er zum Leiter des United States Census Bureau ernannt und im Dezember vom Senat bestätigt. Im Jahr 2009 wurde er von Robert Groves abgelöst.
Murdock ist der Autor von 12 Büchern und über 150 Artikeln. Er war Mitglied in mehreren wissenschaftlichen Gesellschaften zur Soziologie und Demographie und Träger mehrerer Auszeichnungen.
Er war mit der UTSA-Professorin Mary Zay verheiratet und hat einen Sohn.